# Молитвенный барабан

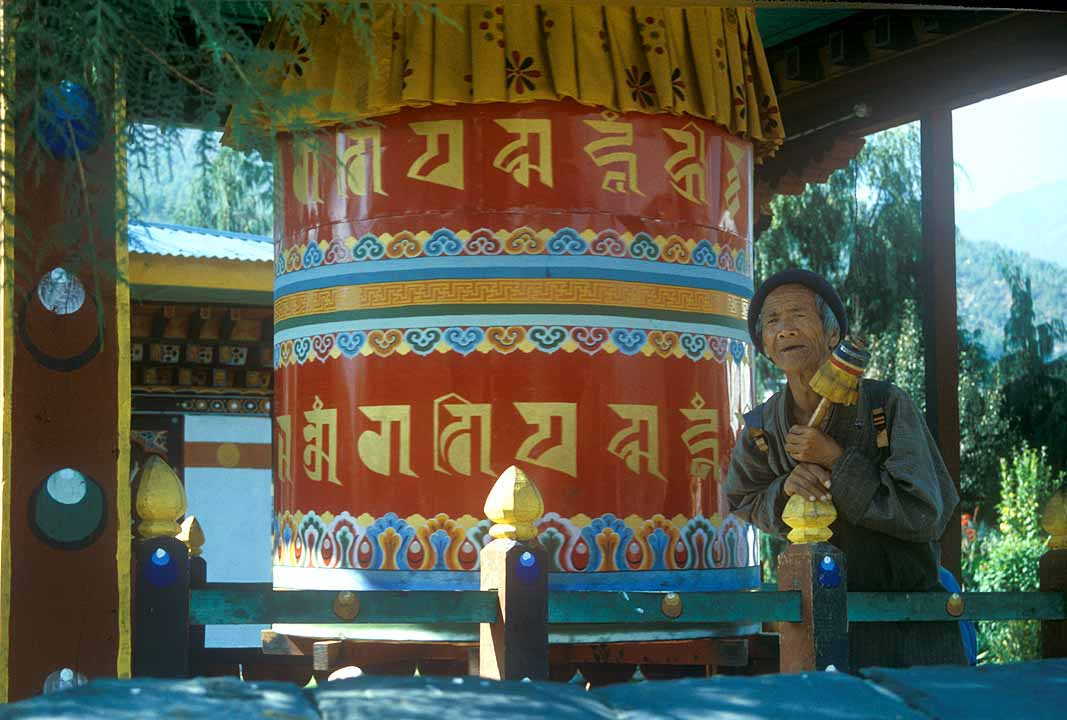
Бутанец, вращающий барабан.

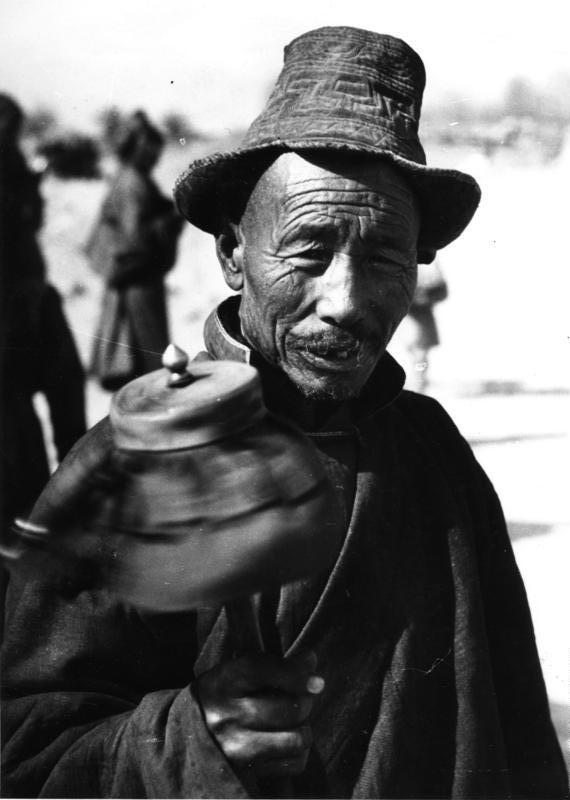
Человек с молитвенным барабаном, фото 1938 года

Молитвенный барабан (тиб. མ་ནི། khor, монг. хурдэ, бур. хурдэ, калм. кюрдэ) — цилиндр или валик на оси, содержащий мантры.
В тибетском буддизме молитвенные барабаны принято крутить, чтобы сочетать физическую активность с духовным содержанием. Самым распространённым вариантом наполнения барабанов является мантра Авалокитешвары «Ом мани падме хум». У бурят и монголов такие барабаны называются «хүрдэ».

## Терминология и этимология
Молитвенный барабан или Мани барабан (тиб. 'Mani' mani chos-'khor). «Мани» (тиб.; санскр. cintamani), (тиб., санскр. Дхарма) и 'khor' (тиб. khorlo; санскрит chakra).

### Терминология в русском языке

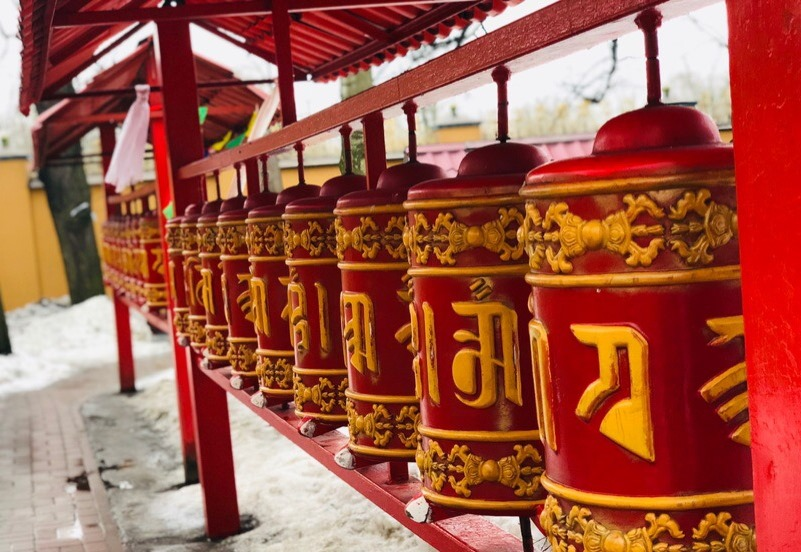
Молитвенный барабан в Санкт-Петербургском буддийском храме «Дацан Гунзэчойнэй»

В прошлом для обозначения данных предметов употреблялись наименования «молитвенная машина» и «молитвенная мельница» (см. врезку), а практики тибетского буддизма описывались термином «молитва». Однако такой подход вызывает вопросы, поскольку молитву определяют как обращение молящегося,
адресованное Богу или иным представителям невидимого мира, но далеко не все согласятся признать наличие обращения в чисто механическом процессе вращения так называемого «молитвенного барабана».
Энциклопедический словарь Ф.А.Брокгауза и И.А.Ефрона:
Механическое отношение к молитве достигает крайних пределов у буддистов Ваджраяны, у которых существуют молитвенные машины, или мельницы, впервые появившиеся в Индии около 400 года по Рождестве Христовом.
Описывая практику ваджраяны, гораздо правильнее говорить не о молитве, а о медитации и чтении мантр:
Средством достижения состояния будды в ваджраяне считается йогическая практика (психотренинг) в сочетании с эзотерической и магической практикой, медитация, чтение мантр, почитание духовного наставника.
Возможно, в будущем в русском языке появится более точная терминология, чем устоявшееся наименование «молитвенный барабан».

## Типы
Барабаны Мани
Барабаны Мани, или ручные молитвенные барабаны, имеют цилиндрический, обычно листовой металлический корпус (часто с тиснением), надетый на металлический вал или ось, и закреплённый на деревянной или металлической ручке. К самому цилиндру прикреплён шнур или цепь, оканчивающаяся металлическим грузом, позволяющим раскручивать барабан небольшим поворотом запястья. Общий термин «молитвенный барабан» является вдвойне неверным. По сути, внутри цилиндра находится длинная полоса свёрнутой бумаги со вписанными на ней мантрами (тиб. Мани), а не молитвами. Мельница, определяемая как вращающийся объект, генерирующий что-либо, было бы лучшим переводом тибетского кхор-ло, нежели барабан, так как считается, что вращающийся цилиндр излучает положительную энергию, позволяя практикующему накапливать мудрость. Тибетское название ручного молитвенного барабана — мани-чхос-кхор (тиб. མ་ནི་ཆོས་འཁོར་).
Водяной барабан
Этот вид молитвенного барабана — простое молитвенное колесо, которое поворачивается под действием бегущей воды.
Огненный барабан
Это тип молитвенного барабана поворачивается за счёт тепла свечи или электрического света.
Ветряной барабан
Этот тип барабана поворачивается на ветру. Ветряной молитвенный барабан (сальтин хурдэ) изготавливается Ламами (священнослужителями), в частности Ламами Иволгинского дацана. Наличие молитвенного барабана в определённой местности создаёт защитную ауру, подавляющую негативное влияние людей и нелюдей, находящихся на земле и в воздухе.
Стационарные (храмовые) молитвенные барабаны
Многие монастыри вокруг Тибета имеют большие стационарные металлические барабаны, часто устанавливаемые в ряды. Паломники, проходя мимо такого ряда, вращают каждый барабан вытянутой рукой.
Электрический барабан
Некоторые молитвенные барабаны приводятся в действие электродвигателями. «Тхардо Кхорло», как их иногда называют, содержат одну тысячу копий мантры Ченрезиг и множество копий других мантр. Тем не менее, лама Сопа Ринпоче говорил, что «заслуга вращения электрического молитвенного барабана относится к тем, кто вырабатывает это электричество … именно поэтому я предпочитаю … использовать собственную „правильную энергию“, чтобы вращать молитвенный барабан».

## Различные барабаны

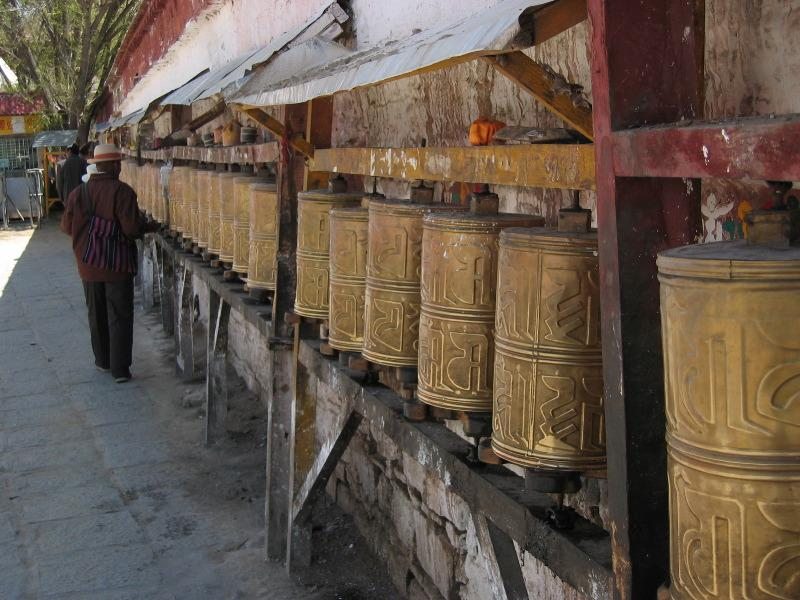
Молитвенные барабаны в Самье
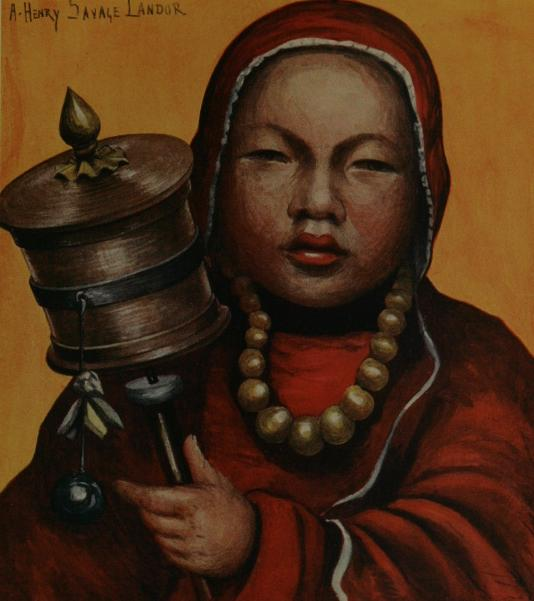
Тибетский ребёнок с молитвенным барабаном
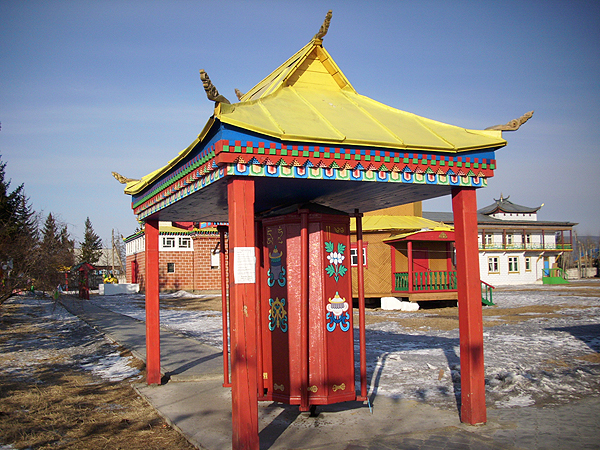
Хурдэ в Иволгинском дацане, Бурятия
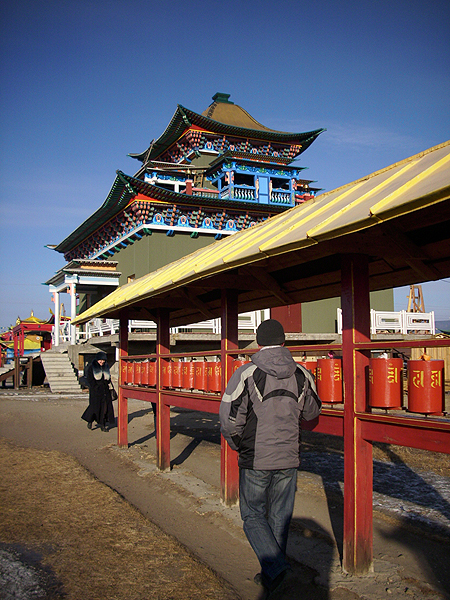
Ряд хурдэ в Иволгинском дацане, Бурятия
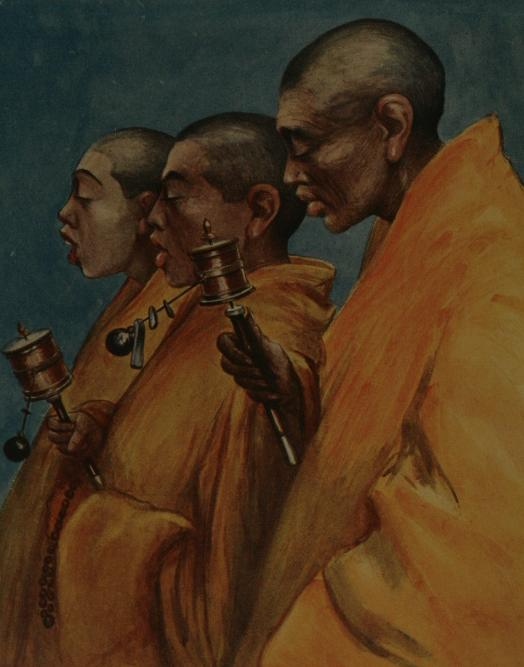
Иллюстрация 1905 года: монахи с молитвенными барабанами
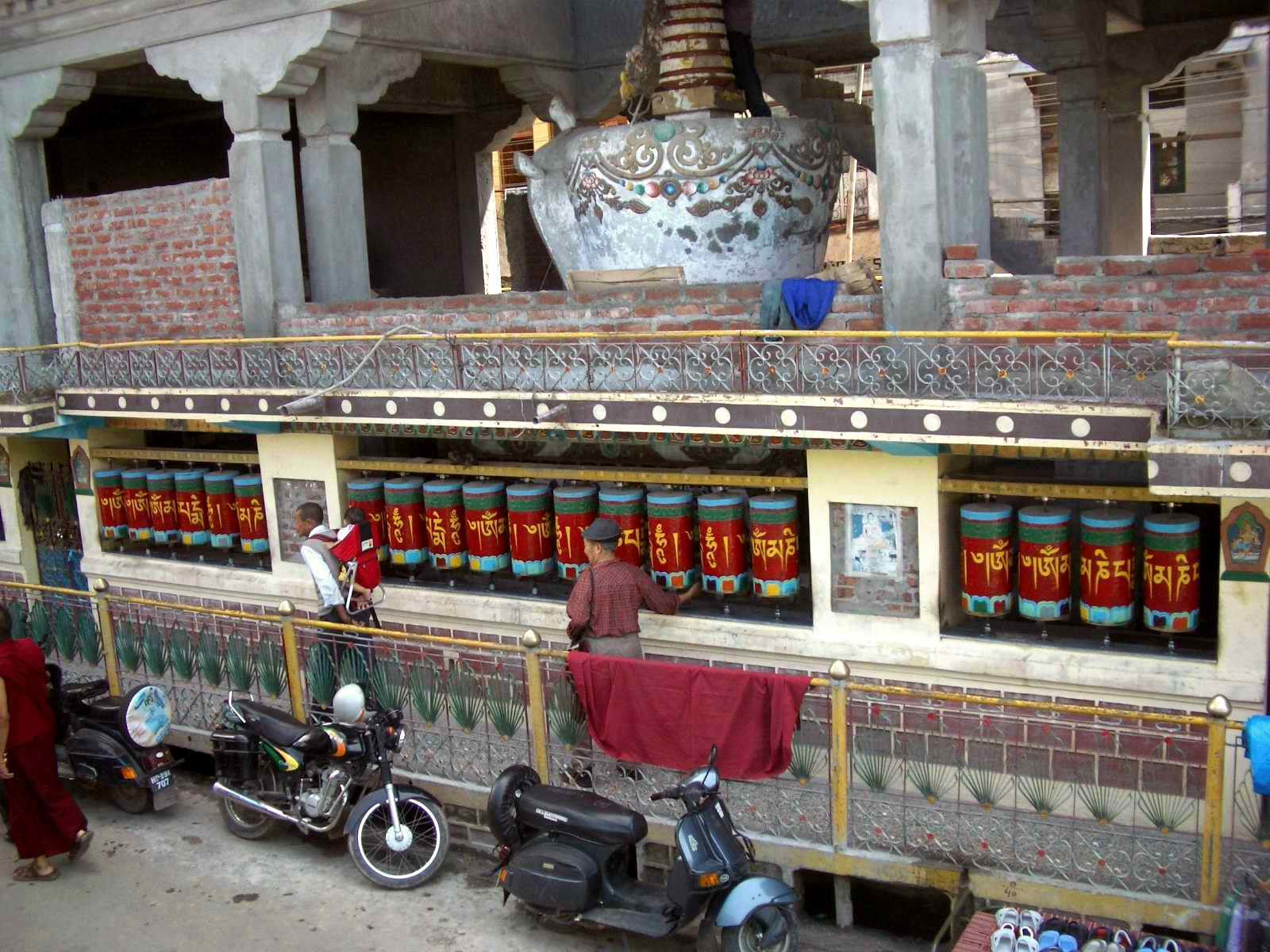
Ступа и молитвенные барабаны
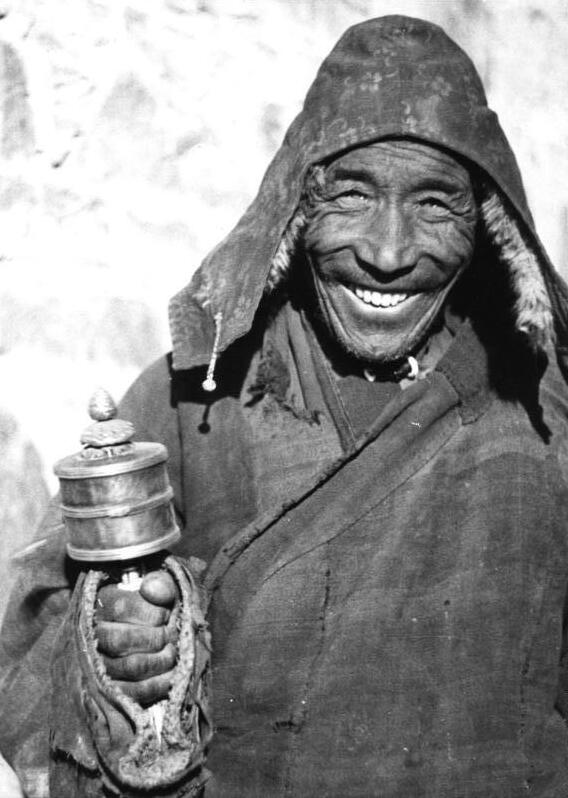
Монах с молитвенным барабаном, 1938 год
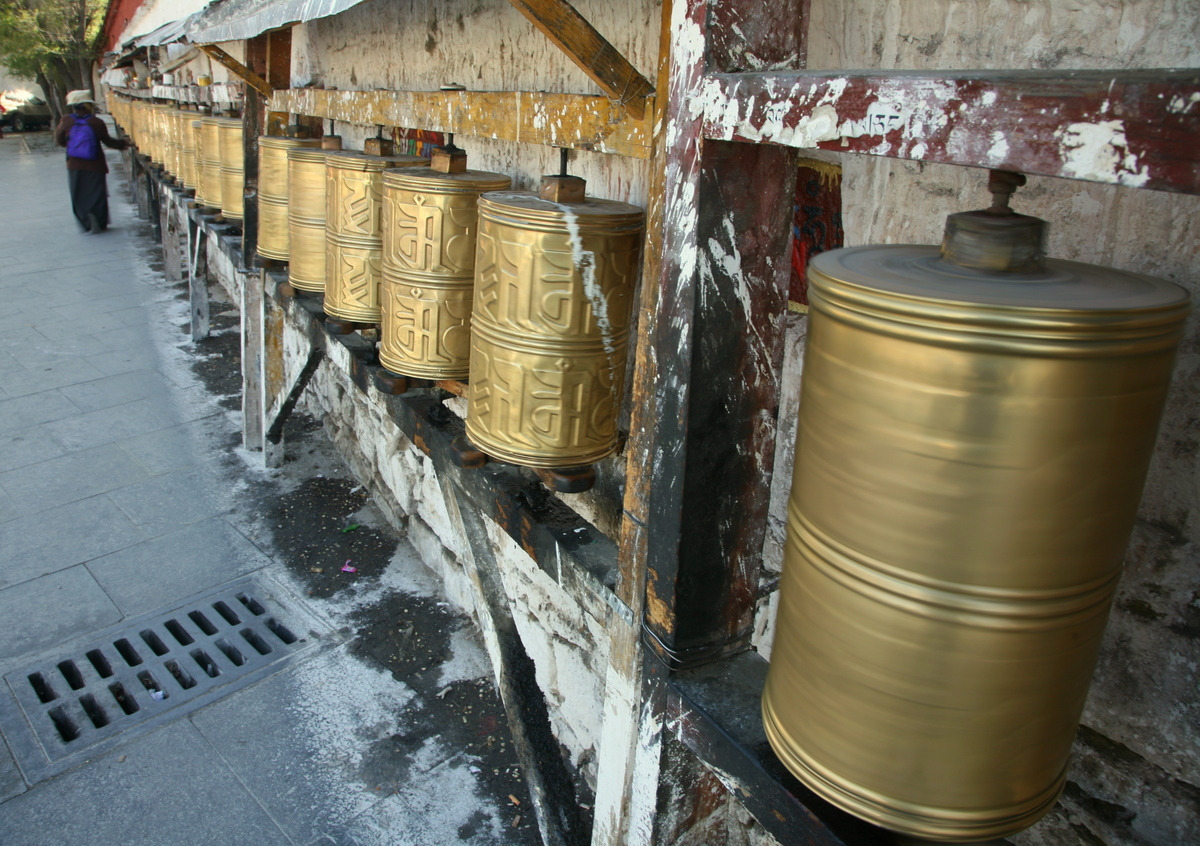
Молитвенные барабаны в Потале, Лхаса, Тибет
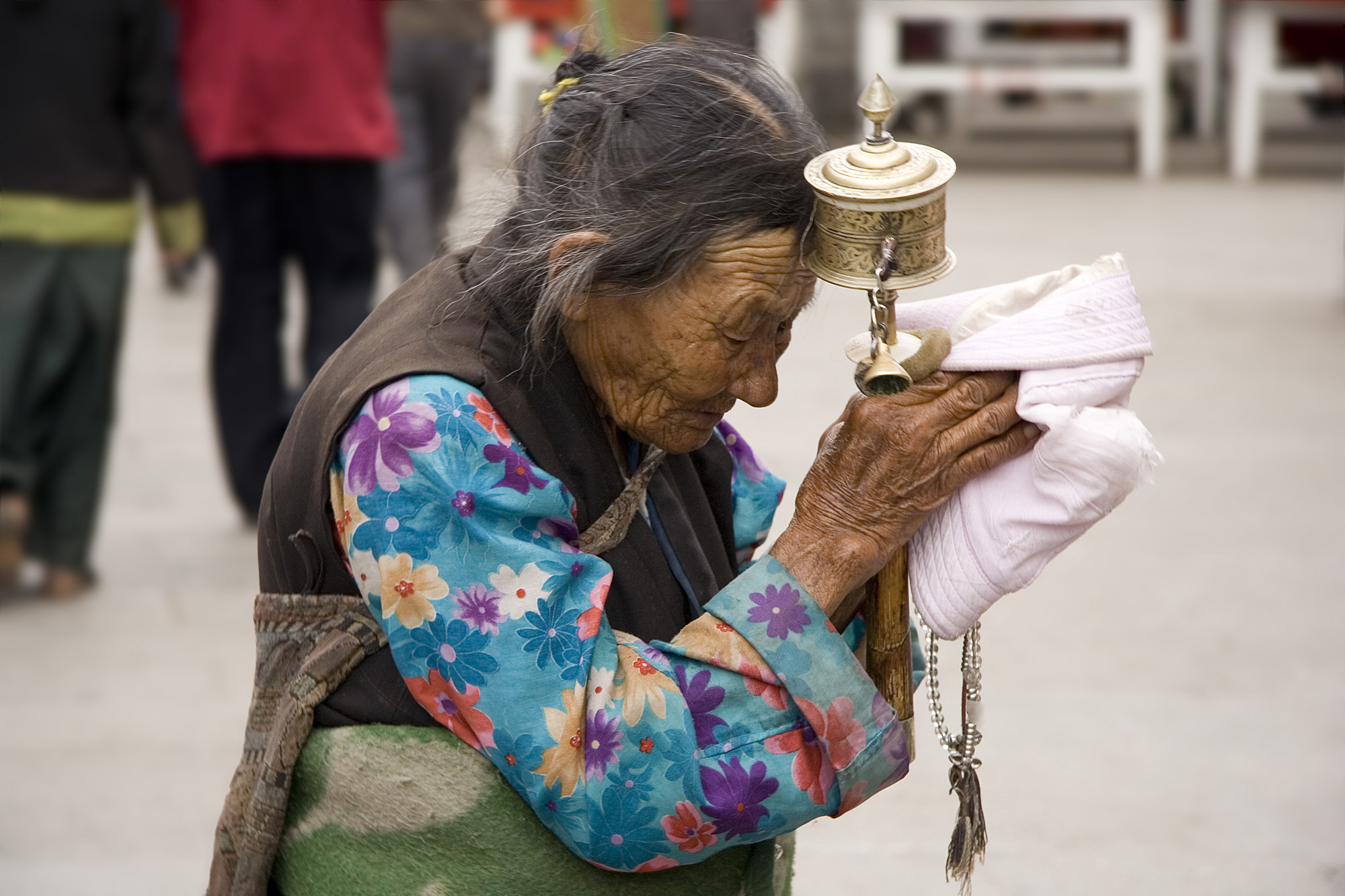
Пожилая тибетская женщина с молитвенным барабаном
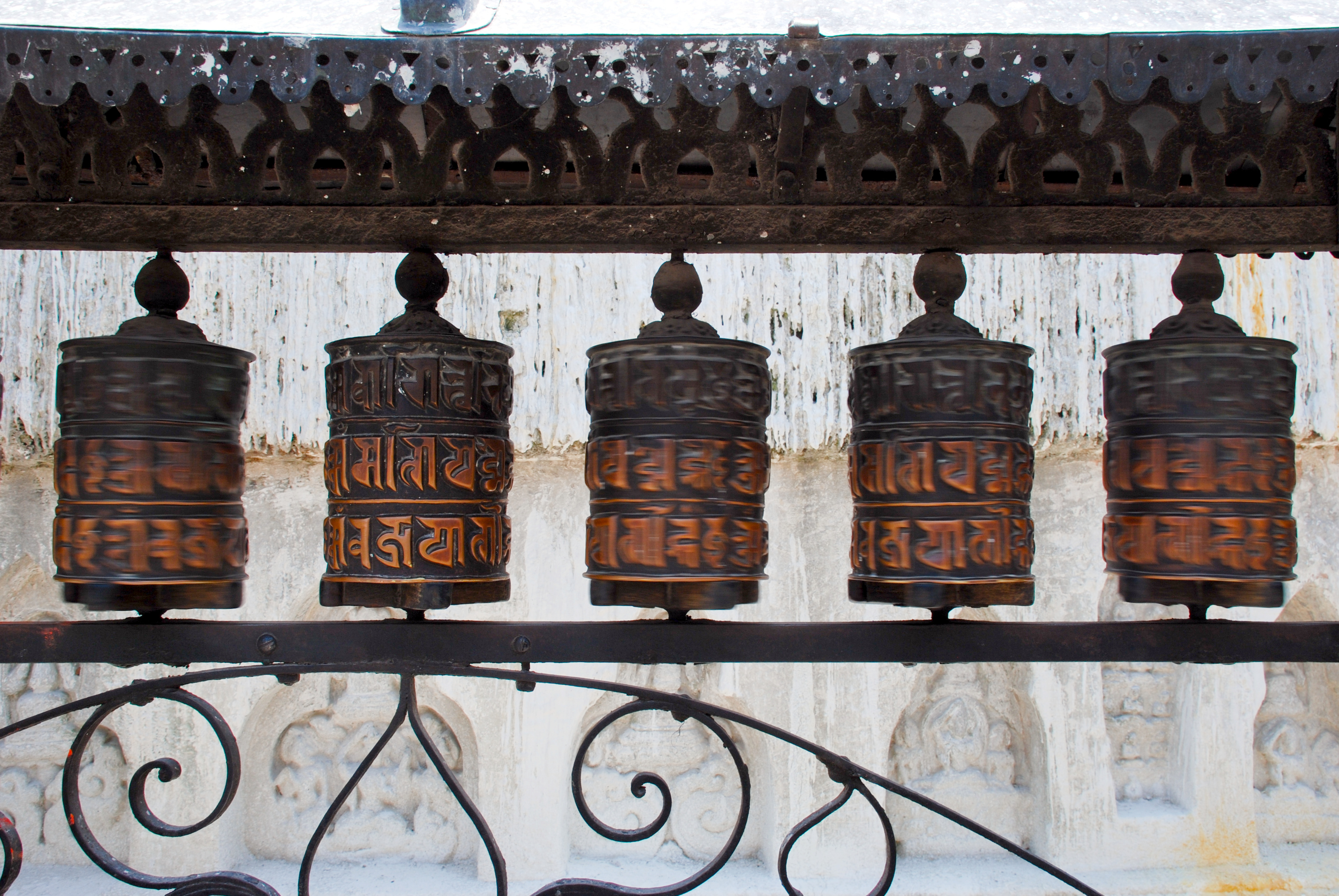
Молитвенные барабаны в Сваямбунатхе, Непал
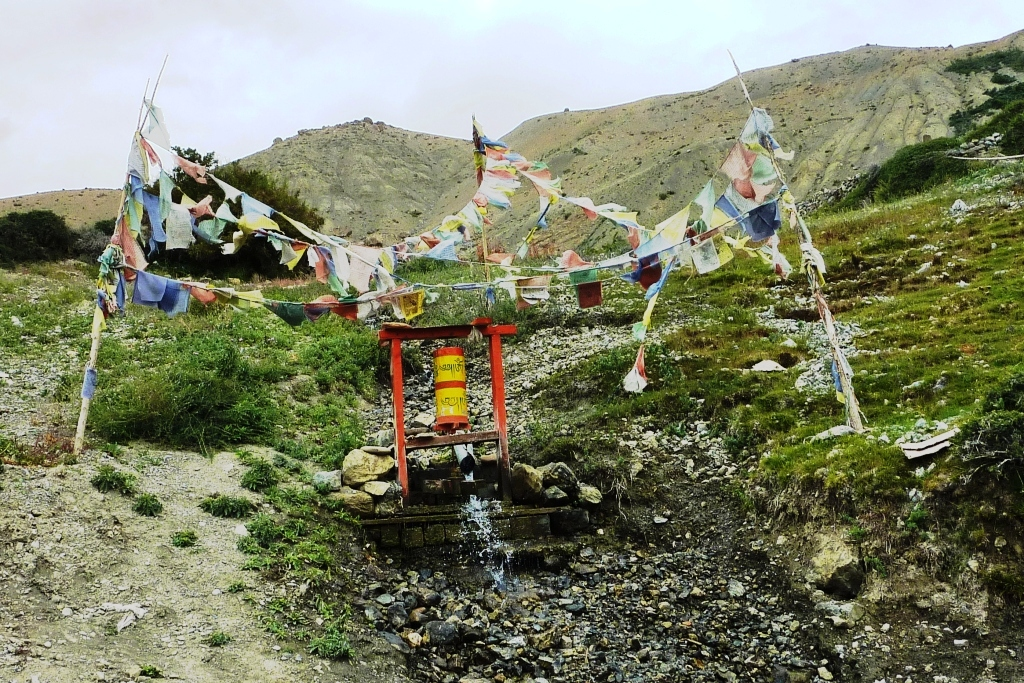
Водяной молитвенный барабан, Индия